# Métochion
Un métochion (ou métoque, qui reflète mieux la prononciation du mot) est un territoire ecclésiastique de l'Église orthodoxe, dépendant non pas de la juridiction canonique du Patriarcat orthodoxe et de l'évêque local, mais d'un monastère ou d'un patriarche situés hors de cette juridiction. Le mot vient du grec μετοχή : communauté, ou de la forme slave метохъ notée métokh. 

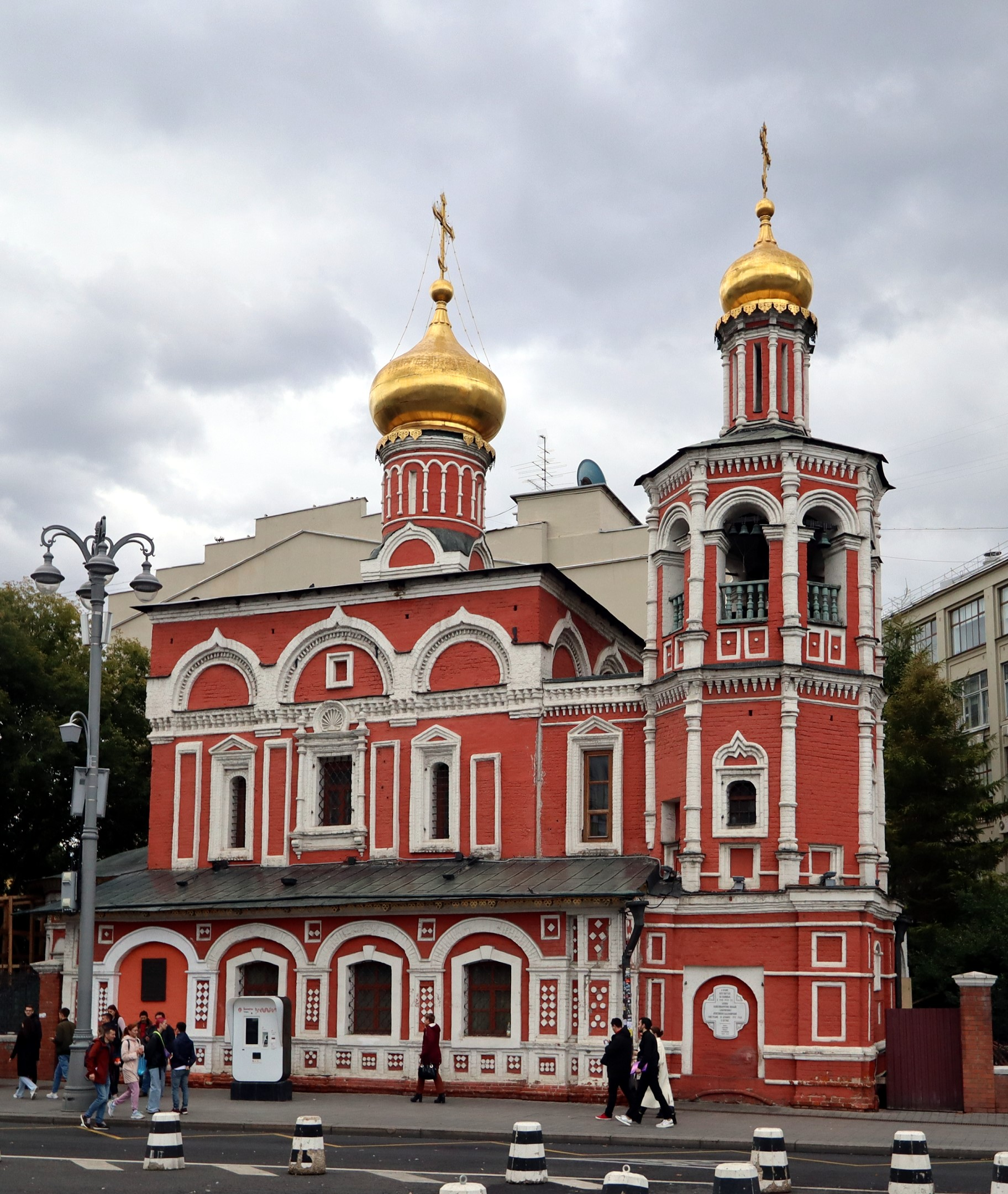
Ancien métochion du Patriarcat orthodoxe d'Alexandrie à Moscou : l'église de Tous les Saints
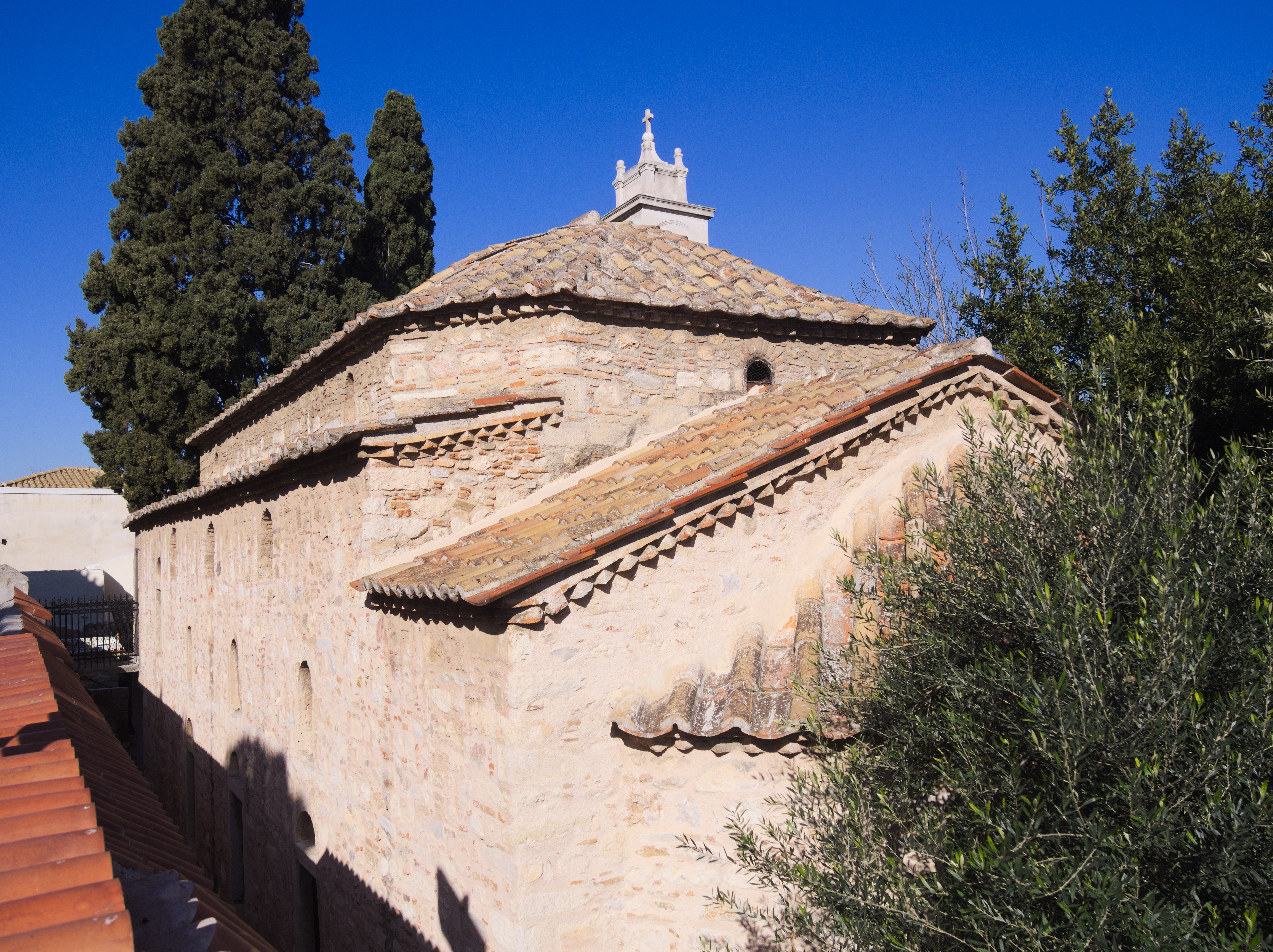
Métochion du Patriarcat orthodoxe de Jérusalem à Athènes : l'église des saints Côme et Damien
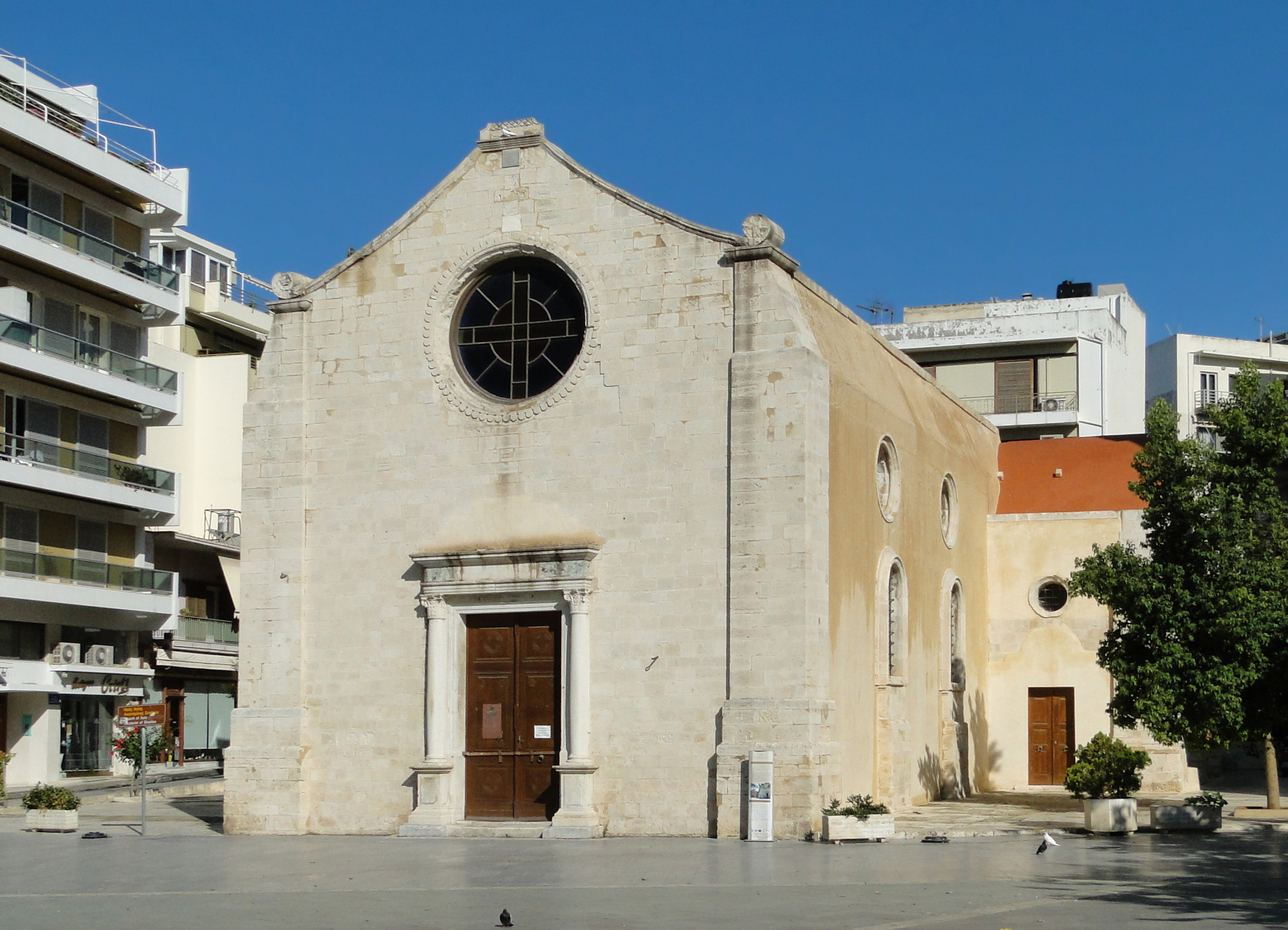
Métochion du monastère Sainte-Catherine du Sinaï à Héraklion : l'église Sainte Catherine
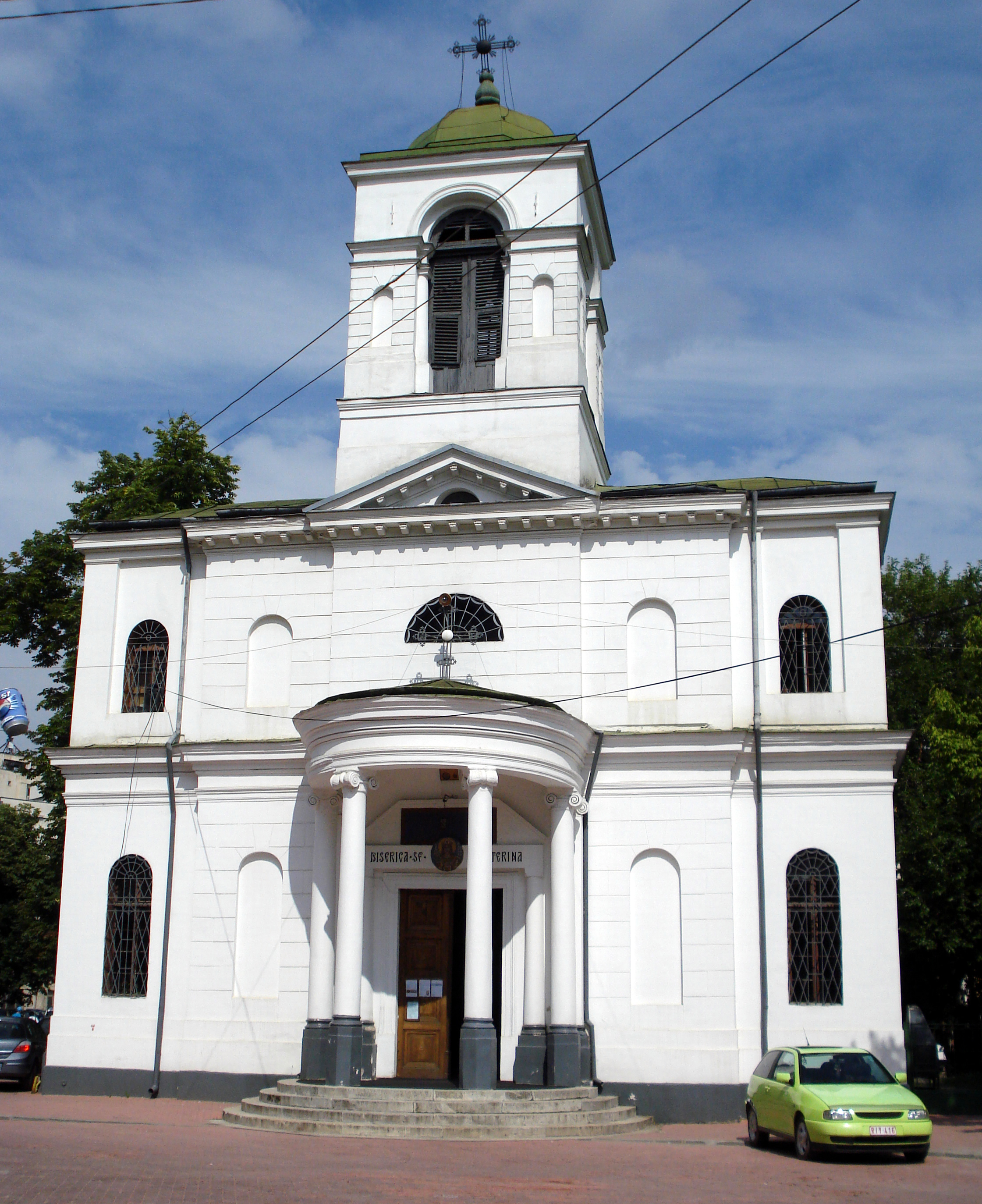
Ancien métochion du monastère Sainte-Catherine du Sinaï à Bucarest : l'église Sainte Catherine

Le toponyme μετόχιον soit Métochion désigne plusieurs localités en Grèce et aussi, dans les Balkans, la Métochie, moitié sud-ouest de la région du Kosovo (autrefois Kosovo-et-Métochie), qui doit son nom à son passé de métochion du Patriarcat œcuménique de Constantinople au sein de l'Archevêché d'Ohrid puis de l'Église orthodoxe serbe. Le Kosovo est officiellement appelé par les autorités serbes Kosovo-et-Métochie (en serbe, Kosovo i Metohija, Косово и Метохија). À la suite de la perte de contrôle de la Serbie sur la plus grande partie de cette région, cette dénomination est abandonnée dans l'usage international mais toujours utilisée par les autorités de Belgrade.